# Ulica Orłowska w Mińsku
Ulica Orłowska (biał. Вуліца Арлоўская, Vulica Arłoŭskaja) – magistralna ulica w Mińsku, stolicy Białorusi, położona w rejonach sowieckim i centralnym, część drugiej obwodnicy miejskiej. Jej długość wynosi 4020 m. Nazwana ku czci Kiryła Arłouskiego (1895–1968), jednego z przywódców sowieckiego ruchu partyzanckiego na Białorusi (1920–1925, 1941–1944) і w Hiszpanii (1937–1938), Bohatera Związku Radzieckiego (1943), Bohatera Pracy Socjalistycznej (1958), kawalera 5 Orderów Lenina. Do 1990 ulica nosiła imię Klimenta Woroszyłowa.